# Hesionides minima
Hesionides minima är en ringmaskart. Hesionides minima ingår i släktet Hesionides och familjen Hesionidae. Utöver nominatformen finns också underarten H. m. serrata.